# Kukułcze jaja z Midwich
Kukułcze jaja z Midwich (ang. The Midwich Cuckoos) – powieść science fiction brytyjskiego pisarza Johna Wyndhama, po raz pierwszy wydana w 1957 na terenie Wielkiej Brytanii przez Michaela Josepha.

## Fabuła
W niewyjaśnionych okolicznościach wszyscy mieszkańcy angielskiej wioski Midwich zapadają w ciągu jednego dnia w sen. Gdy w końcu wracają do pełnej świadomości, okazuje się, że płodne kobiety są w ciąży. Nowonarodzone dzieci rosną w szybkim tempie, ujawniając przy tym niezwykłe zdolności telepatyczne i myślenie grupowe. Z powodu swojej odmienności są marginalizowane i atakowane przez lokalną społeczność. W odpowiedzi, dzieci te, posługując się telepatią, zmuszają dorosłych do samobójstw lub wzajemnych ataków. Świadomy zagrożenia, jakim stają się dla wioski, Gordon Zellaby, mieszkaniec Midwich i jeden ze sprawujących pieczę nad edukacją dzieci w domu znanym jako The Grange – podejmuje dramatyczną decyzję. Realizuje plan unicestwienia ich, wysadzając je w powietrze za pomocą bomby. Sam również ginie w eksplozji.

## Adaptacje

### Film
- Wioska przeklętych – film fabularny z 1960 w reżyserii Wolfa Rilli[2]
- Dzieci przeklętych – film fabularny z 1963 w reżyserii Antona M. Leadera[3]
- Wioska przeklętych – film fabularny z 1995 w reżyserii Johna Carpentera[4]

### Serial
- Kukułki z Midwich – brytyjski serial z 2022